# Hjälmargården

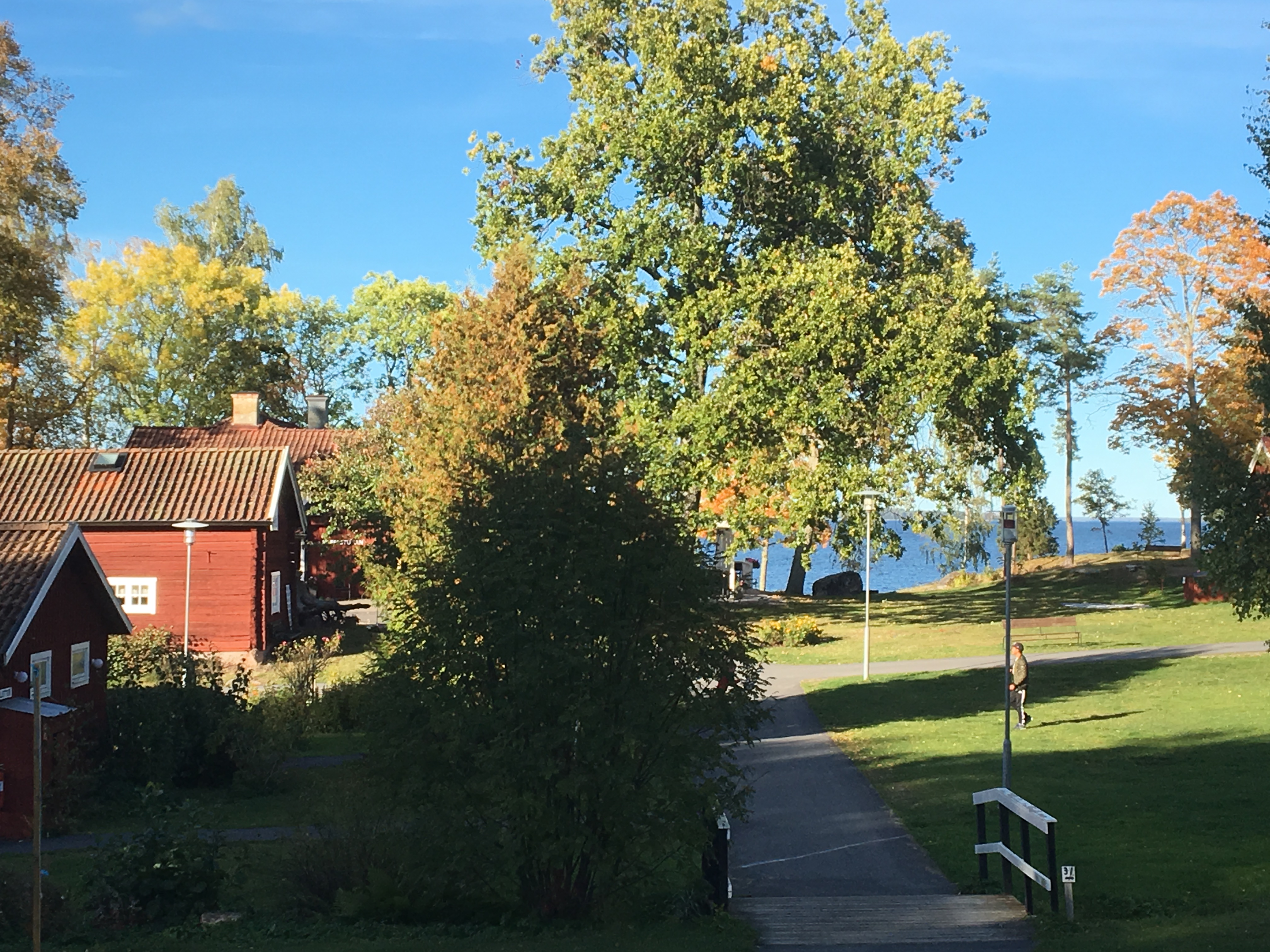
Vy från Hjälmargården

Hjälmargården är en läger- och konferensgård vid Hjälmaren, belägen i Läppe, Västra Vingåkers socken och Vingåkers kommun. Den grundades 1962. I anläggningen ingår en restaurang- och konferensbyggnad, stugor och rum för övernattning, café, camping, badstrand och en kyrka. 
Kyrkan från 1960-talet uppvisar många välbevarade tidstypiska detaljer. Fasaderna är i mexitegel och mörkbrun betsad träpanel under ett stort skiffertäckt sadeltak. Det högresta kyrkorummet har synliga limträbalkar, obehandlad furupanel och ett stort fondfönster. Restaurang- och konferensbyggnaden från 2006 med röd slamfärgad träpanel och en invändigt framträdande limträbalkskonstruktion ritades och byggdes av Lindborg & Söner i Örsundsbro.
Hjälmargården ägs av Kristen Samverkan Mellansverige, KSM, som består av ett sjuttiotal församlingar, de flesta inom Evangeliska Frikyrkan.